# Slaterův determinant
V kvantové mechanice je Slaterův determinant výraz, který popisuje vlnovou funkci multi-fermionového systému, který splňuje antisymetrický princip. Tento princip uvádí, že pro systém fermionů musí být vlnová funkce antisymetrická vzhledem k záměně všech (prostorových a spinových) souřadnic jednoho fermionu s jinými.
Pauliho vylučovací princip je přímým důsledkem antisymetrického principu.
John C. Slater představil determinant jako prostředek k zajištění antisymetrie vlnové funkce v roce 1929  a takovýto determinant tedy nese jeho jméno, i když se vlnová funkce ve tvaru determinantu už objevila nezávisle v článcích Heisenberga  a Diraca  tři roky předtím.
Slaterův determinant vychází z vlnové funkce pro systém elektronů, kde každý má vlnovou funkci ve tvaru spinorbitalu, {\displaystyle \chi (\mathbf {x} )}, kde {\displaystyle (\mathbf {x} )} označuje polohu a spin jednoho elektronu. Slaterův determinant obsahující dva elektrony se stejným spinorbitalem odpovídá vlnové funkci, která je všude nulová.

## Antisymetrie
Přestože nerelativistický hamiltonián nezahrnuje spin, musíme jej brát v úvahu.
Důvodem je, aby elektronová vlnová funkce mohla splnit velmi důležitý požadavek, kterým je princip antisymetrie.
Tento princip uvádí, že pro systém fermionů musí být vlnová funkce antisymetrická vzhledem k záměně všech (prostorových a spinových) souřadnic jednoho fermionu s jinými.
Pauliho vylučovací princip je přímým důsledkem antisymetrického principu.
Pauliho vylučovací princip lze obecněji vyjádřit pro fermiony a bosony následovně: Celková vlnová funkce musí být antisymetrická při záměně libovolné dvojice identických fermionů a symetrická při záměně libovolné dvojice identických bosonů .
Matematicky záměnu můžeme definovat jako permutační operátor {\displaystyle {\hat {P}}_{ij}}, což je operátor, který zaměňuje souřadnice elektronů {\displaystyle i} a {\displaystyle j}.
Zápis Pauliho principu pro systém {\displaystyle N} elektronů je
{\displaystyle {\hat {P}}_{ij}\Psi _{el}(\mathbf {q} _{1},\ldots ,\mathbf {q} _{i},\ldots ,\mathbf {q} _{j},\ldots \mathbf {q} _{N})=-\Psi _{el}(\mathbf {q} _{1},\ldots ,\mathbf {q} _{j},\ldots ,\mathbf {q} _{i},\ldots \mathbf {q} _{N}),}
kde {\displaystyle \mathbf {q} } zahrnuje jak prostorové souřadnice, tak i spinovou funkci .

## Řešení

### Dvou-elektronový systém
Aby vlnová funkce splňovala princip antisymetrie, pak například pro dvou elektronový systém musí mít tvar
{\displaystyle \Psi (\mathbf {x} _{1},\mathbf {x} _{2})={\frac {1}{\sqrt {2}}}[\chi _{1}(\mathbf {x} _{1})\chi _{2}(\mathbf {x} _{2})-\chi _{1}(\mathbf {x} _{2})\chi _{2}(\mathbf {x} _{1})],}
kde {\displaystyle {\frac {1}{\sqrt {2}}}} je normalizační faktor.
Uvedené řešení předcházející rovnice lze zapsat pomocí determinantu.
V případě dvou elektronů můžeme přepsat funkční formu rovnice výše jako
{\displaystyle \Psi (\mathbf {x} _{1},\mathbf {x} _{2})={\frac {1}{\sqrt {2}}}{\begin{vmatrix}\chi _{1}(\mathbf {x} _{1})&\chi _{2}(\mathbf {x} _{1})\\\chi _{1}(\mathbf {x} _{2})&\chi _{2}(\mathbf {x} _{2})\\\end{vmatrix}}.}
Pokud se pokusíme dát současně dva elektrony do stejné orbity (tj. {\displaystyle \chi _{1}=\chi _{2}}), jsou dva sloupce determinantu stejné, a to odpovídá situaci, ve které jsou dva elektrony ve stejném stavu. Determinant je pak rovný nule
{\displaystyle \Psi (\mathbf {x} _{1},\mathbf {x} _{2})=0,}
a pravděpodobnost tohoto stavu je taktéž nulová.
Determinant splňuje Pauliho vylučovací princip, který je důsledkem antisymetrického principu.

### Zobecnění
Obecně můžeme pro {\displaystyle N} elektronů zavést determinant ve tvaru
{\displaystyle \Psi (\mathbf {x} _{1},\mathbf {x} _{2},\ldots ,\mathbf {x} _{N})={\frac {1}{\sqrt {N!}}}{\begin{vmatrix}\chi _{1}(\mathbf {x} _{1})&\chi _{2}(\mathbf {x} _{1})&\ldots &\chi _{N}(\mathbf {x} _{1})\\\chi _{1}(\mathbf {x} _{2})&\chi _{2}(\mathbf {x} _{2})&\ldots &\chi _{N}(\mathbf {x} _{2})\\\vdots &\vdots &\ddots &\vdots \\\chi _{1}(\mathbf {x} _{N})&\chi _{2}(\mathbf {x} _{N})&\ldots &\chi _{N}(\mathbf {x} _{N})\\\end{vmatrix}}.}
Všechny prvky v daném sloupci determinantu zahrnují stejný spin-orbital, zatímco prvky ve stejném řádku zahrnují stejný elektron.
Vzhledem k tomu, že výměna řádků a sloupců neovlivňuje hodnotu determinantu, mohli bychom napsat determinant v jiné, ekvivalentní formě.
Záměna dvou řádků tedy záměna dvou částic jen změní znaménko determinantu podle antisymetrického principu .